# Quá trình dị hóa
Quá trình dị hóa là một quá trình sinh học trong đó cơ thể phân hủy chất béo và mô cơ để sống. Quá trình dị hóa chỉ xảy ra khi không còn nguồn protein, carbohydrate hoặc vitamin nuôi dưỡng cho tất cả các hệ thống cơ thể; đây là thể suy dinh dưỡng nghiêm trọng nhất.

## Cơ chế
Do tốc độ trao đổi chất bình thường của con người, quá trình dị hóa trở nên đe dọa đến tính mạng chỉ sau 1 - 2 tháng kể từ khi chất dinh dưỡng ngừng đi vào cơ thể. Sau thời gian này, thiệt hại cho cơ bắp và các cơ quan có thể là vĩnh viễn và cuối cùng cũng có thể gây tử vong, nếu không được điều trị. Quá trình dị hóa là phương pháp trao đổi chất cuối cùng để cơ thể giữ chính nó - đặc biệt là hệ thần kinh.
Lưu trữ protein, đặc biệt là trong các mô cơ, cung cấp các amino acid cần thiết cho quá trình. amino acid được giải phóng vào máu và chuyển hóa ở gan thành axit alpha keto. Axit alpha keto sau đó có thể được chuyển đổi thành glucose để duy trì lượng đường trong máu thích hợp.
Tình hình có thể trở nên thảm khốc khi một người bắt đầu mất khối lượng cơ bắp; Đây là một dấu hiệu cho thấy chất béo đã được sử dụng và cơ thể hiện đang chuyển hóa các mô cơ. Điều này dẫn đến teo cơ, mất sức và cuối cùng là sự suy giảm hoàn toàn các mô cơ. Yếu cơ không nhất thiết là một triệu chứng của quá trình dị hóa: cơ bắp thường sẽ cảm thấy mệt mỏi khi không nhận đủ năng lượng hoặc oxy. Cuối cùng, quá trình dị hóa có thể tiến triển đến mức không thể quay trở lại khi bộ máy tổng hợp protein của cơ thể, được tạo ra từ protein, đã bị suy thoái đến mức không thể xử lý bất kỳ protein nào. Tại thời điểm này, các nỗ lực để điều chỉnh rối loạn bằng cách cung cấp thực phẩm hoặc protein là vô ích.
Cơ thể có một kho mỡ tự nhiên (còn gọi là mô mỡ) dự trữ dưới dạng năng lượng dự trữ. Người ta vẫn có thể sống sót trong khi cơ thể phá vỡ các mô mỡ (do đó mọi người lãng phí vì đói).
Người bệnh có thể, trong quá trình dị hóa, có một lượng lớn lipid, protein và amino acid trong máu, do các sợi cơ và mô mỡ bị phá vỡ và gửi đến hệ thống thần kinh và não. Người bệnh cũng có thể biểu hiện sốt, vì cơ thể đang làm việc chăm chỉ để chuyển các chất dinh dưỡng trong cơ bắp và chất béo vào máu.

## Điều trị
Mặc dù quá trình dị hóa có thể gây tử vong theo thời gian, nhưng nếu người đó được điều trị y tế sớm, tác dụng của quá trình dị hóa có thể bị đảo ngược. Tuy nhiên, người bệnh có thể yêu cầu bổ sung dinh dưỡng qua phương pháp tiêm tĩnh mạch, truyền máu và/hoặc bổ sung oxy. Sau đó, có thể là một vài tuần đến một vài tháng trước khi khối lượng cơ bắp và lượng lưu trữ chất béo có thể tự tích tụ trở lại; có khả năng họ không bao giờ có thể xây dựng lại, tùy thuộc vào mức độ nghiêm trọng của tình trạng.